# Bandai Namco Entertainment
Bandai Namco Entertainment Inc. (株式会社バンダイナムコエンターテインメント Kabushiki Gaisha Bandai Namuko Entāteinmento?) är en japansk utvecklare och utgivare av arkad-, mobil- och datorspel. Företaget bildades när utvecklarna Bandai och Namco slogs ihop. Bandai Namco Entertainment är ett dotterbolag till Namco Bandai Holdings (NBHD).

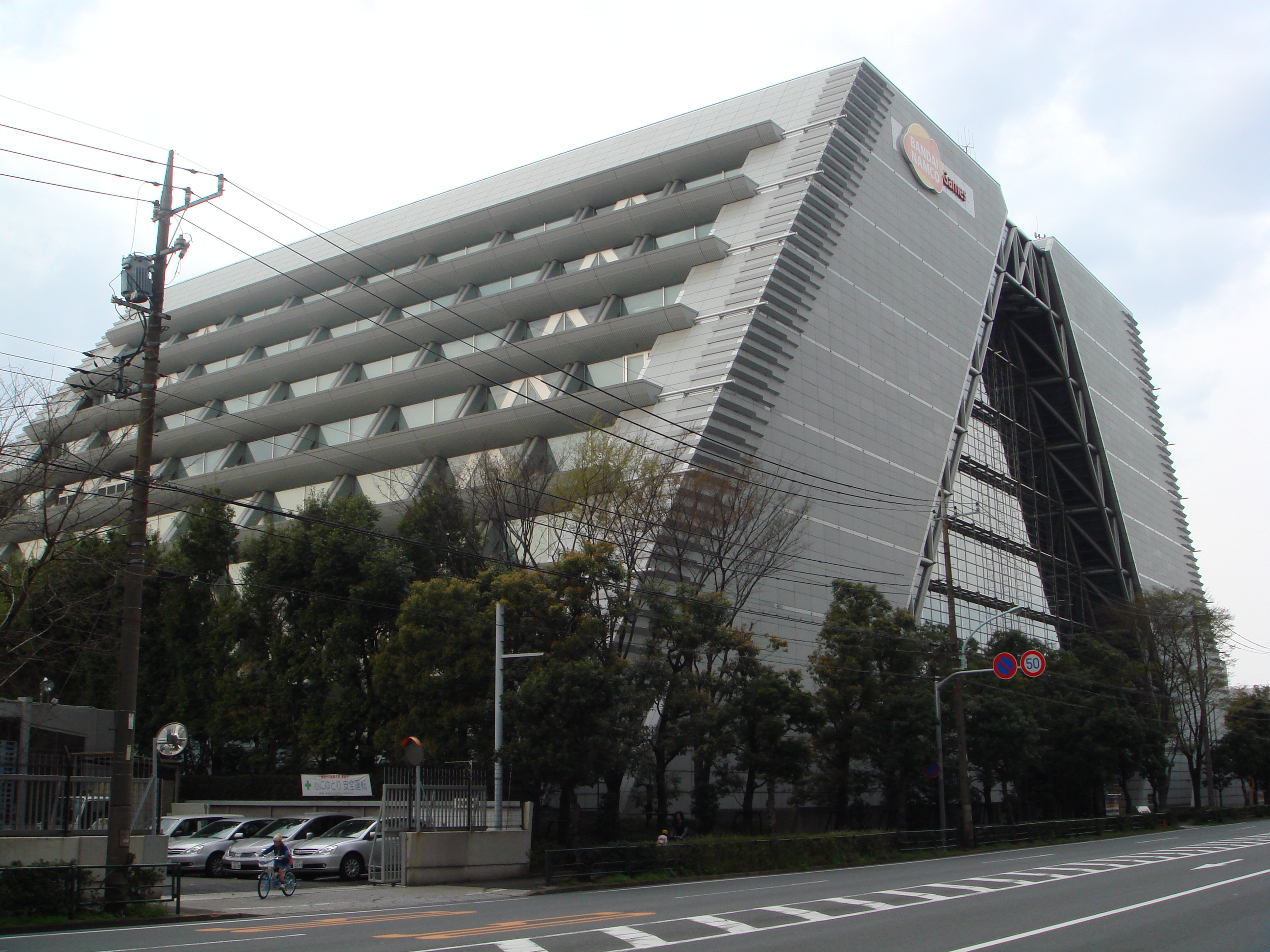
Bandai Namco Entertainments högkvarter

I västvärlden hette företaget Namco Bandai Games till och med januari 2014, då de bytte ordning på "Namco" och "Bandai" för att ha samma namn över hela världen. De bytte namn igen senare samma år till Bandai Namco Entertainment.